# みえ (列車)
みえは、東海旅客鉄道（JR東海）および伊勢鉄道が名古屋駅 - 鳥羽駅間を関西本線・伊勢線・紀勢本線・参宮線経由で運行している快速列車である。

## 概要
三重県北部の主要都市を経由して名古屋市と伊勢市・鳥羽市を結んでいる。経路のうち、関西本線の名古屋駅 - 河原田駅間は電化されているが、伊勢鉄道伊勢線および紀勢本線・参宮線は非電化区間であるため、気動車によって運行されている。
名古屋市と三重県の商業・観光の中心である伊勢地域の間の都市間輸送は、明治時代に関西本線・参宮線ルートが先行開通した。太平洋戦争後、近畿日本鉄道（近鉄）が名古屋線・山田線・鳥羽線を通る特急列車の運行を開始し、距離・頻発ダイヤ・高速運転の面で優位となり、次第にこの地域の主要な交通手段となった。1973年（昭和48年）に関西本線・紀勢線間の短絡ルートとなる伊勢線（現：伊勢鉄道伊勢線）が開業した後もこの状態は続いていた。
1987年（昭和62年）の国鉄分割民営化で発足したJR東海は、新幹線接続の利点を生かし、JRと近鉄が並行する地域全体の乗車需要を喚起するために、快速「みえ」の運行を開始した。

## 運行概況
2025年（令和7年）3月15日現在、名古屋駅 - 鳥羽駅間に下り9本（1 - 17号）・上り12本（4 - 26号）、名古屋駅 - 伊勢市駅間に下り4本（19 - 25号）・上り1本（2号）が運行されている。また、土曜・休日には名古屋駅7時台発の伊勢市行き（51号）が運行される。
名古屋駅発8 - 20時台、伊勢市駅発7 - 19時台の時間帯において、上下とも概ね毎時1本の運行である。東海道新幹線「のぞみ」「ひかり」との接続も図られている。
名古屋駅 - 多気駅間では、特急「南紀」とほぼ同一の停車駅である。参宮線内は、朝・日中の鳥羽駅始発・終着列車は伊勢市駅・二見浦駅・鳥羽駅停車であるが、夕方・夜間の下り伊勢市行きや上り鳥羽発の列車では参宮線内全線で各駅に停車する列車および鳥羽駅 - 伊勢市駅間で各駅に停車する列車があり、普通列車の補完的役割も果たしている。
2000年代以降は臨時列車として金曜日および休日の前日の名古屋駅21時台発に「みえ」91号が運転されることがあったが、2011年（平成23年）春季を最後に運行されていない。
2013年（平成25年）夏季には、神宮式年遷宮の実施に伴い「みえ」93号と「みえ」94号が運行され、このうち93号は全席指定席とされた。同年秋には前記した2列車に代わり、キハ85系気動車による臨時急行「いせ」を、一部グリーン席を含む全席指定席で運行していた。

### 停車駅
名古屋駅 - 桑名駅 - 四日市駅 - 鈴鹿駅 -〈中瀬古駅〉- 津駅 - 松阪駅 - 多気駅 -（外城田駅）-（田丸駅）-（宮川駅）-（山田上口駅）- 伊勢市駅 -（五十鈴ケ丘駅）- 二見浦駅 -（松下駅）- 鳥羽駅
- （　）は上下の一部列車のみ停車、〈　〉は上りの一部列車のみ停車。
- 鈴鹿サーキット稲生駅には、近隣の鈴鹿サーキットで行われる大規模レースなどの開催日（特にFIAF1世界選手権日本グランプリ、鈴鹿8時間耐久ロードレース、SUPER GT開催時、スーパーフォーミュラ開催時）に一部列車が臨時停車。1991年（平成3年）3月改正時から1990年代は定期的に停車する列車もあったが[注 3]、1999年（平成11年）12月4日ダイヤ改正をもって定期的な停車駅からは外れている[9][10]。
- 2006年（平成18年）までは鈴鹿駅を通過する列車もあった。また2011年（平成23年）までは土曜・休日ダイヤにおいて蟹江駅・弥富駅にも停車する列車（朝の名古屋行52号のみ。2022年（令和4年）3月改正までの区間快速停車駅）も設定されていた。池の浦シーサイド駅の営業日には、同駅に一部列車が臨時停車することもあった。
- 停車駅は特急並みに絞られているが、単線区間が多いことから、列車交換のための運転停車が行われることがある。

停車駅の詳細は以下の表を参照。
凡例
- ●：停車
- －・←・→：通過（矢印は運転方向）

| 会社名          | 会社名                            | JR東海   | JR東海 | JR東海   | 伊勢鉄道 | 伊勢鉄道 | 伊勢鉄道 | JR東海   | JR東海   | JR東海   | JR東海 | JR東海   | JR東海 | JR東海 | JR東海     | JR東海   | JR東海       | JR東海   | JR東海 | JR東海 |
| 路線名          | 路線名                            | 関西線   | 関西線 | 関西線   | 伊勢線   | 伊勢線   | 伊勢線   | 紀勢本線 | 紀勢本線 | 紀勢本線 | 参宮線 | 参宮線   | 参宮線 | 参宮線 | 参宮線     | 参宮線   | 参宮線       | 参宮線   | 参宮線 | 参宮線 |
| 運行本数        | 号数 （太字は臨時列車）           | 名古屋駅 | 桑名駅 | 四日市駅 | 鈴鹿駅   | 中瀬古駅 | 津駅     | 津駅     | 松阪駅   | 多気駅   | 多気駅 | 外城田駅 | 田丸駅 | 宮川駅 | 山田上口駅 | 伊勢市駅 | 五十鈴ケ丘駅 | 二見浦駅 | 松下駅 | 鳥羽駅 |
| --------------- | --------------------------------- | -------- | ------ | -------- | -------- | -------- | -------- | -------- | -------- | -------- | ------ | -------- | ------ | ------ | ---------- | -------- | ------------ | -------- | ------ | ------ |
| 下り6本 上り6本 | 下記以外                          | ●        | ●      | ●        | ●        | －       | ●        | ●        | ●        | ●        | ●      | －       | －     | －     | －         | ●        | －           | ●        | －     | ●      |
| 下り3本 上り6本 | 1・15・17号 4・6・8・10・24・26号 | ●        | ●      | ●        | ●        | －       | ●        | ●        | ●        | ●        | ●      | －       | －     | －     | －         | ●        | ●            | ●        | ●      | ●      |
| 上り1本         | 2号                               | ●        | ●      | ●        | ●        | ●        | ●        | ●        | ●        | ●        | ●      | ●        | ●      | ●      | ●          | ●        |              |          |        |        |
| 上り1本         | 4号                               | ●        | ●      | ●        | ●        | ●        | ●        | ●        | ●        | ●        | ●      | ←        | ●      | ●      | ←          | ●        | ●            | ●        | ●      | ●      |
| 上り1本         | 6号                               | ●        | ●      | ●        | ●        | ●        | ●        | ●        | ●        | ●        | ●      | ←        | ←      | ←      | ←          | ●        | ●            | ●        | ●      | ●      |
| 下り4本         | 19・21・23・25号                  | ●        | ●      | ●        | ●        | →        | ●        | ●        | ●        | ●        | ●      | ●        | ●      | ●      | ●          | ●        |              |          |        |        |
| 下り1本         | 51号                              | ●        | ●      | ●        | ●        | →        | ●        | ●        | ●        | ●        | ●      | →        | →      | →      | →          | ●        |              |          |        |        |
| 停車本数        | 下り                              | 14       | 14     | 14       | 14       | 0        | 14       | 14       | 14       | 14       | 14     | 4        | 4      | 4      | 4          | 14       | 3            | 9        | 3      | 9      |
| 停車本数        | 上り                              | 13       | 13     | 13       | 13       | 3        | 13       | 13       | 13       | 13       | 13     | 1        | 2      | 2      | 1          | 13       | 6            | 12       | 6      | 12     |

### 使用車両・編成
名古屋車両区に配置されているキハ75形気動車が1993年（平成5年）8月から使用されている。普通車のみで、当初は2両編成で運行され、1号車の一部が指定席として設定されていた。
2007年（平成19年）からは週末の朝夕に運行される列車を中心に4両編成（1号車は指定席）で運行するようになり、2011年（平成23年）3月12日のダイヤ改正において、新製されたキハ25形気動車を武豊線運用に充当し、捻出されたキハ75形を「みえ」運用に充当することで、定期列車は全て4両編成で運行されるようになったが、2014年（平成26年）12月1日以降は一部列車が2両編成に戻されている。
定期列車の4両化以前でも年末年始など初詣輸送、繁忙期などを中心に4両編成で運行されることがあり、その場合は1号車全車を指定席にしていた。式年遷宮やF1日本グランプリ対応の関係でごくまれに6両編成で運転することもあった。現在はF1日本グランプリ時は基本4両編成で、混雑緩和のため全車自由席としている。
「みえ」ではワンマン運転を実施しないため、通常はキハ75形基本仕様車の名古屋車両区所属の0・100番台か200・300番台が使用されているが、増結時には美濃太田車両区所属のキハ75形（高山本線・太多線のワンマン運転対応仕様車も含む）が使用されることもある。なお美濃太田車両区管内での運用とは異なり、定期列車の「みえ」が3両編成で運転されることはない（臨時列車で3両編成になることはある）。
上り「みえ」の送り込みとして、朝にキハ75形を使用した普通列車が伊勢市→多気→鳥羽間で設定されている。「みえ」運用時に指定席となる部分で「指定席」「一部指定」などの表記がされることがあるが、この普通列車は全車自由席である。
運行開始当初は、名古屋車両区で急行「のりくら」として運行されていたキハ58形・キハ65形を改装した車両を使用していた。

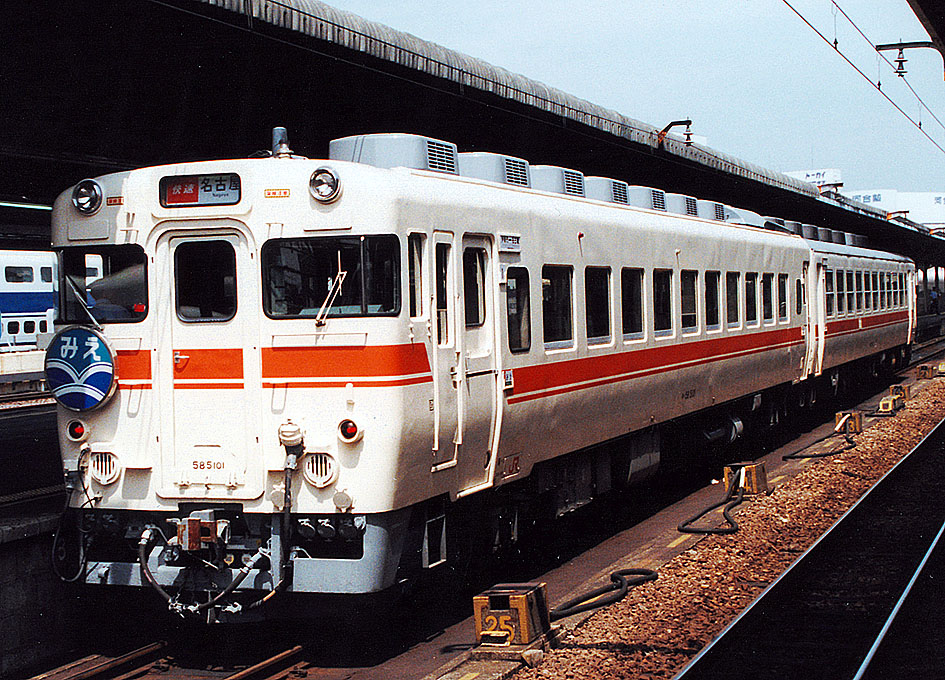
キハ58 5101 快速「みえ」
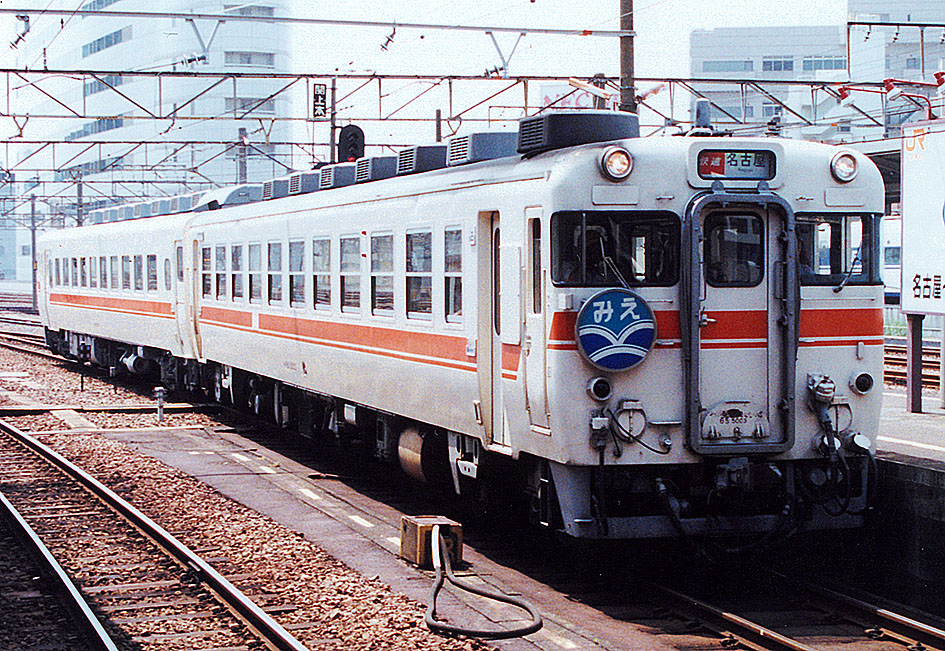
キハ65 5003 快速「みえ」

## 利用状況

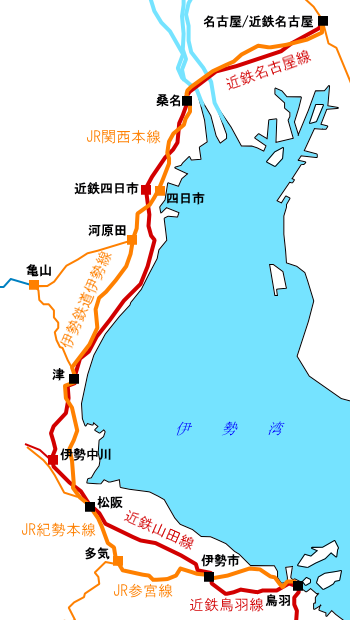
名古屋市 - 伊勢市・鳥羽市間におけるJRと近鉄の競合

設定当初、昼夜問わず2両編成の運用が基本で、うち1両の座席番号1番から6番までの約0.5両分が指定席であった（下り列車では1番、上り列車では6番が、進行方向の逆向き固定となる）。
「青春18きっぷ」「ジャパンレールパス」などのJR全線乗り放題の特別企画乗車券では、経由する伊勢鉄道の運賃（河原田駅 - 津駅間で520円）が別払いとなる。一方でJR東海が発売している「青空フリーパス」では、2006年（平成18年）3月18日から伊勢鉄道もフリー区間に入ったことで、別払いが不要になった。
2005年（平成17年）10月1日より、4枚つづりの回数券「快速みえ得ダネ4回数券」が発売されている。正規運賃と比較してもかなり割安になっているが、使用期限が1か月という制限がある。券名には「みえ」の名前が入っているが、快速みえと同じ経路の関西本線、伊勢鉄道伊勢線、紀勢本線、参宮線の普通・区間快速・快速列車も使用可能な他、別途特急券を購入することで特急「南紀」も利用できる。なお、名古屋 - 鳥羽間の営業キロは200 kmを超えないので（伊勢鉄道経由で122.5 km）、普通乗車券であれば名古屋駅を運賃計算の起点または終点とする特定都区市内制度「名古屋市内」は適用されないが、この回数券については「名古屋市内」が適用される。

## 沿革
もともと参宮線では、伊勢神宮が国家神道の元で聖地とされたことから、戦前より速達列車や東京・名古屋・大阪方面からの直通列車が多く設定されていた。しかし、戦後に近鉄が軌間を統一して伊勢中川駅での乗り換えを解消したうえ特急を頻繁に運行するようになると、日本国有鉄道（国鉄）は次第に優等列車を削減した。1966年（昭和41年）3月に東海道新幹線連絡の目的で岐阜駅・名古屋駅 - 鳥羽駅間にキハ58系を使用した急行「いすず」の運行を開始したが、利用が伸びず僅か2年半で廃止された。1972年（昭和47年）3月のダイヤ改正以降は名古屋市と伊勢市を結ぶ優等列車は消滅し、主に普通列車だけが運行されるローカル線と化した。
「みえ」は運行開始当初、高山本線の急行列車の特急格上げで余剰となった旧型急行用気動車の改装で運行開始したが、その後旧型気動車の出力向上による速度向上、さらには特急列車に比肩する性能で居住性を改善した新型気動車の導入など積極策を相次いで推進し、近鉄特急・急行の利用が圧倒的な地域に対抗している。

### 年表
- 1988年（昭和63年）7月1日：名古屋駅 - 伊勢市駅間にキハ82系で「ホームライナーみえ」の運転を開始。のちに土曜・休日を中心として名古屋駅 - 鳥羽駅間に臨時快速「伊勢路」も運転される。
- 1990年（平成2年）3月10日：快速「みえ」運転開始[16]。「ホームライナーみえ」「伊勢路」廃止。
  - 名古屋駅 - 松阪駅間で8往復（最速72分）、名古屋駅 - 紀伊勝浦駅間で1往復の計9往復。なお紀伊勝浦駅発着の1往復は、熊野市駅以南は各駅停車・新宮駅以南は全車自由席であった。そのほか、土曜・休日には2往復が鳥羽駅まで延長運転された。なお、全列車が伊勢鉄道伊勢線を経由したが、津駅を除く線内の駅は全て通過し、鈴鹿駅に当時全列車が停車していた特急「南紀」との逆転現象が生じていた[17][注 7]。
  - 松阪駅では三重県松阪市出身の歌手あべ静江を招き、快速「みえ」出発式が行われた。
  - 名古屋行きの列車では、接続する東海道新幹線の指定席特急券を車内で販売するサービスも行われた。これは車掌が携帯電話を持ち、乗客から申し込みがあれば車掌が名古屋の運輸営業部に連絡してマルス端末で座席を確保、それを受けて車掌が車内で指定席券を発券していた[16]。
- 1991年（平成3年）3月16日：朝夕に3往復増発し12往復とする。運行区間を名古屋駅 - 鳥羽駅間に3往復、名古屋駅 - 伊勢市駅間に3往復、名古屋駅 - 松阪駅間に5往復、名古屋駅 - 紀伊勝浦駅間に1往復に変更[19]。休日は名古屋発鳥羽行き、伊勢市発名古屋行き各1本を「ナイスホリデーみえ」として運転。
  - この3月16日より若干早いが、キハ58形とキハ65形各3両をリクライニングシート化し、最高速度110 km/hに対応した5000番台車が登場。これによって名古屋駅 - 松阪駅間を最速66分に短縮。
  - 一部列車が伊勢線内の鈴鹿駅または鈴鹿サーキット稲生駅に停車開始（1号・4号は両駅停車）[17]。
- 1992年（平成4年）3月14日：名古屋駅 - 紀伊勝浦駅間の列車を特急「南紀」に格上げ[20]。
  - この時期には編成方向が、名古屋寄りをキハ65形になるよう逆転されている。
  - この年の夏まで、名古屋駅 - 熊野市駅・紀伊勝浦間に運転されていた臨時快速「あたしか」を多気駅以北で併結運転することがあった。
- 1993年（平成5年）8月1日：「みえ」にキハ75形を投入[21]。
  - 名古屋駅 - 松阪駅間の「みえ」は延長され、すべて参宮線直通となり、伊勢市駅または鳥羽駅まで運行区間を延長した[21]。
  - 休日のみの運行であった「ナイスホリデーみえ」が土曜日にも運行を開始[21]。
  - 鳥羽駅で曙太郎と長寿双子姉妹成田きん・蟹江ぎんらを招き、新型「みえ」の出発式が行われた。
  - キハ75形の投入により、一部区間で最高速度120 km/h運転を開始。名古屋駅 - 松阪駅間（伊勢鉄道経由・85.5 km）の到達時間はキハ85系特急「南紀」とほぼ同じで61 - 62分、表定速度84 km/hほどで、日本国内で最速の気動車快速列車となった。
  - この改正後も一部列車にキハ58系・キハ65形が使われたが、この時点で前面に装着していた「ヘッドマーク」が外された。
- 1994年（平成6年）12月3日：全ての定期「みえ」をキハ75形での運行に統一[22]。
  - この改正以降、キハ58系・キハ65形は予備車となった。
  - 「ナイスホリデーみえ」については、この改正で列車名が「みえ」に統一された。
- 1999年（平成11年）12月4日：ダイヤ改正により、鈴鹿サーキット稲生駅への定期停車を終了。代わりに中瀬古駅に停車開始（当初は1往復、土曜・休日はさらに上り1本）[9][10]。
- 2007年（平成19年）4月15日：三重県中部地震が発生し、伊勢鉄道が不通となったことにより、亀山駅経由で迂回運転を実施。
- 2009年（平成21年）：原則として平日の金曜日夜に名古屋発伊勢市ゆき（91号）の運転を開始（2011年（平成23年）春季まで[5][6]）。
- 2011年（平成23年）3月12日：ダイヤ改正により、次のように変更[23]。
  1. 全列車4両編成となる。
  2. 名古屋駅8時台発の1号を増発。この時点では平日のみであったが、2013年（平成25年）1月以降、類似時刻で土曜・休日にも臨時「みえ」91号として運転[24]。
  3. 中瀬古駅に停車する上り列車が増加。
  4. 52号（土休日運転）が廃止され、毎日運転の2号に変更されることにより、蟹江駅・弥富駅に停車する「みえ」が消滅する。
- 2014年（平成26年）12月1日：一部の列車が再び2両編成となる[12]。
- 2015年（平成27年）3月14日：名古屋駅8時台発の1号を土曜・休日を含めた毎日運転の定期列車とする。名古屋駅7時台発の51号を伊勢市行きの臨時列車とするが、引き続き、事実上全ての土曜・休日に運行する[25]。
- 2024年（令和6年）7月9日 - 当面の間：冷房効果維持のため、送り込みの普通列車を含めて各車両中間の扉を締切扱いとする[26][注 8]。